# مجموعة عبد اللطيف جميل
```
عبد اللطيف جميل
 هي شركة متعددة النشاطات تم تأسيسها في المملكة العربية السعودية في العام 1945
[
1
]
 على يد عبد اللطيف جميل (1909-1993).
[
2
]
 تشمل نشاطات الشركة 7 قطاعات اقتصادية رئيسية، وتتمتع بتواجد نشيط في أكثر من 30 دولة على امتداد 6 قارات حول العالم.
```

## تاريخ الشركة

### 1940 - 1970
أسس عبد اللطيف شركته التجارية في العام 1945 في جدة، المملكة العربية السعودية. وتحصلت الشركة على وكالة توزيع تويوتا في المملكة العربية السعودية عام 1955، الأمر الذي حافظت عليه الشركة حتى يومنا الحالي.

### 1970 - 1990
في العام 1979، تم تأسيس شركة عبد اللطيف جميل للتمويل (ALJUF)، شركة خدمات مالية تهدف إلى دعم مبيعات مركبات تويوتا في المملكة العربية السعودية. وفي العام ذاته، تم إنشاء شركة سلع استهلاكية أيضاً لاستيراد الإلكترونيات والسلع الاستهلاكية إلى البلاد. في العام 1981، تم تأسيس شركة إعلانات طرق، وذلك أيضاً رغبة من الشركة بدعم تسويق منتجات تويوتا. وبدأت عبد اللطيف جميل استيراد وتوزيع سيارات الركاب من طراز لكزس في العام 1989. لتكون هذه الخطوة بداية مشروع إنشاء أول مركز مخصص لسيارات لكزس في المملكة العربية السعودية، والذي تم افتتاحه بعد أربعة أعوام.

### 1990 - 2010
في العام 1990، تم تأسيس شركة عبد اللطيف جميل للإكسسوارات وتعديل السيارات في المملكة العربية السعودية. وفي العام 1993 وفي أعقاب وفاة والده، تولى محمد عبد اللطيف جميل قيادة شركة عبد اللطيف جميل المحدودة، وبات اليوم يشغل منصب الرئيس والرئيس التنفيذي. وفي العام ذاته، أطلقت الشركة عمليات وكالة توزيع تويوتا في الجزائر، وبعدها بعامين، وكالة جديدة في المغرب، في العام 1995.
وفي العام 1996، أنشأت عبد اللطيف جميل شركة تجارة عامة في اليابان، وتمتلك اليوم مركز تجريبي مفتوح في طوكيو. وبعد ذلك بعامين، وتحديداً في العام 1998، أطلقت الشركة أول مراكزها لبيع سيارات تويوتا في الصين، ووكالة توزيع دايهاتسو في تركيا، وبعدها بعام واحد في المغرب. وفي العام 1999، تم تأسيس شركة خدمات مالية في مصر.
في العام 2001، أسست دينسو كوربوريشن التي تتخذ من اليابان مقراً (الشركة الأم لشركة دينسو إنترناشيونال أمريكا) وبالتعاون مع شركة عبد اللطيف جميل المحدودة شركة لإنتاج أنظمة التدفئة، والتهوية، والتكييف في جدة، المملكة العربية السعودية. في العام 2003، تم اعتماد الأعمال المتنامية لإكسسوارات وتعديل السيارات في المملكة العربية السعودية كقاعدة تطوير رسمية للمعدات والملحقات لشركة تويوتا، وتم إنشاء شركة قطع غيار وخدمات ما بعد البيع. وتم في نفس العام تأسيس مبادرات عبد اللطيف جميل الاجتماعية رسمياً كذراع المسؤولية الاجتماعية لعبد اللطيف جميل.
في العام 2005، واحتفالاً بالذكرى السنوية الخمسين للشراكة مع «تويوتا موتور كوربوريشن»، أطلقت عبد اللطيف جميل وكالة لكزس في اليابان، وحقوق توزيع دايهاتسو في المملكة العربية السعودية. ومن ثم أنشأت في العام الذي تلاه وكالتي ليكزس وتويوتا في المملكة المتحدة (تم بيعهم لاحقاً في العام 2017)، ووكالة دايهاتسو في مصر. في العام 2007 تم إطلاق وكالة هينو في الجزائر. وفي العام 2008 قامت الشركة بإطلاق علامة (DJ) «دج أوتو» لقطع غيار السيارات وخدمات ما بعد البيع. أما في عام 2009 فقد أطلقت عبد اللطيف جميل وكالة توزيع تويوتا في تركيا وهينو في مصر.

### 2010 - حتى الآن
في العام 2010 أطلقت عبد اللطيف جميل وكالة توزيع هينو في المغرب. وفي العام الذي تلاه، استحوذ قسم قطع الغيار على الشركة الماليزية FBK، بالإضافة لتوسيع نطاق العمل في كل من الصين وماليزيا. أما في العام 2012 فقد أنشأت الشركة قسم الطاقة والخدمات البيئية، وأطلقت قسم خدمات مالية لدعم مبيعات تويوتا في تركيا، بالإضافة إلى افتتاح أول وكالة توزيع لكزس في الصين. وفي ذات العام نقلت الشركة مقرها الرئيسي للعمليات الدولية من بيروت إلى دبي.
بادرت عبد اللطيف جميل وسوميتومو كوربوريشن في عام 2013 إلى تشكيل شركة مشتركة (تُعرف اليوم باسم عبد اللطيف جميل للمعدات الثقيلة)  بهدف توزيع معدات ثقيلة من طراز كوماتسو في المملكة العربية السعودية. وفي العام ذاته، أطلقت شركة عبد اللطيف جميل قسماً للتطوير العقاري تحت اسم عبد اللطيف جميل للأراضي. كما تم إطلاق وكالة توزيع فورد في مصر، والاستحواذ على مصنع تحويل السيارات المبردة في تركيا.
وأبرمت مدينة الملك عبد الله الاقتصادية، في العام 2013، مع عبد اللطيف جميل اتفاقية بيع أرض بمساحة 1.5 مليون متر مربع ضمن الوادي الصناعية بالمدينة الاقتصادية وذلك لاستثمار نحو 1.2 مليار ريال سعودي لبناء مجمع لاستيراد وتوزيع وتصنيع مكونات السيارات وتجميعها. وفي العام الذي تلاه أبرمت عبد اللطيف جميل اتفاقية مشروع مشترك مع شركة التطوير العقاري، إعمار العقارية، التي تتخذ من دبي مقراً لها. كما استضافت عبد اللطيف جميل وفداً من شبكة الشركات العائلية الدولية (FBN)، (والتي تُعرف اليوم بمجلس الشركات العائلية الخليجية) وذلك في المقر الإقليمي للمجلس في الإمارات العربية المتحدة.
في العام 2014 بدأت عبد اللطيف جميل مشروعاً مشتركاً مع شركة فوتواتيو رينوابل فنتشرز (FRV) التي تتخذ من إسبانيا مقراً لها. الأمر الذي أدى إلى الاستحواذ على FRV في العام 2015.
في شهر مايو 2016، افتتحت عبد اللطيف جميل أول وكالة توزيع لعلامة لكزس في تركيا. وفي العام ذاته أعلنت عبد اللطيف جميل عن عزمها استثمار 2.2 مليار دولار في المملكة العربية السعودية خلال الأعوام الخمسة القادمة، كجزء من خطط التوسع طويلة الأمد لأعمالها وفي إطار مساهمتها في نمو الاقتصاد المحلي ضمن مجموعة من القطاعات. وشملت الخطة التوسع في شبكة منافذ تويوتا، وافتتاح صالة عرض سيارات لكزس في مدينة الرياض، المملكة العربية السعودية، وافتتاح منشأة جديدة تحمل علامة كوماتسو في جدة، المملكة العربية السعودية. شهد العام 2016 أيضاً بدء عبد اللطيف جميل للأراضي أعمالها الإنشائية لبناء مجمع J│ONE السكني، أول منشأة سكنية لها في جدة، المملكة العربية السعودية.
في العام 2017، أعلنت عبد اللطيف جميل للطاقة خلال القمة العالمية لطاقة المستقبل في أبوظبي عن إطلاق ألمار لحلول المياه. كما باشرت عبد اللطيف جميل للطاقة ببناء أكبر مشروعي طاقة شمسية في الأردن، والذي أطلق عليهما المفرق1، والمفرق2، والمتوقع أنهما سيولدان نحو 2 بالمائة من إجمالي استطاعة الكهرباء في الأردن. وأعاد قسم الإلكترونيات في ذات العام تسمية علامته التجارية وإطلاقها تحت مسمى «ردسي».
في شهر أبريل من العام 2018، أطلقت عبد اللطيف جميل للأراضي مشروع J|ONE39، أول مشروع سكني لها في جدة. وفي أكتوبر، أعلنت عبد اللطيف جميل عن إنشاء أول معرض سيارات لكزس إلى المغرب، وإطلاقه خلال فعاليات (أوتو إكسبو) 2018 في الدار البيضاء. في نفس العام أعلنت عبد اللطيف جميل للطاقة عن أول مشروع طاقة شمسية واسع النطاق لها في الهند مع افتتاح محطتي طاقة شمسية كجزء من مزرعة أندرا براديش للطاقة الشمسية التي تبلغ استطاعتها 138 ميغاواط من التيار المباشر. وأعلنت كذلك عبد اللطيف جميل للمعدات الثقيلة عن توقيع اتفاقية شراكة إستراتيجية مع كانو للمعدات الثقيلة.
أنشأت عبد اللطيف جميل للطاقة في العام 2019 مشروع لتوليد الطاقة من الرياح في اليابان، بدعم من شركات الطاقة الإقليمية هوكايدو للطاقة الكهربائية وتوهوكو للطاقة الكهربائية، وأطلقت أول زوج من التوربينات الصغيرة للرياح في كيب أريمو التي تُعرف ببلدة الرياح «ويند تاون». في ذات العام ذاته، تشارك كل عبد اللطيف جميل للأراضي ومجموعة المهيدب لإطلاق مشروعهما المشترك تحت اسم «مهيل»، وهي شركة متكاملة لإدارة المرافق تتخذ من المملكة العربية السعودية مقراً لها. كما وأطلقت عبد اللطيف جميل للخدمات اللوجستية خدمة التوصيل السريع S:mile.
في أبريل، فازت عبد اللطيف جميل للسيارات بالجائزة الذهبية المقدمة من لجنة جائزة ساب (SAP) العالمية للجودة لهذا العام عن برنامج الشركة للتحول الرقمي (جاي-ساب). وجاء الإعلان عن فوز الشركة بالجائزة ضمن احتفالية خاصة أقيمت في مدينة هايدلبرغ الألمانية، لتصبح عبد اللطيف جميل للسيارات أول شركة سعودية تفوز بأرفع جوائز «ساب». وفي نفس السنة حصلت شركة ألمار لحلول المياه، الشركة التابعة لعبد اللطيف جميل، على عقد لإنشاء محطة لتحلية المياه في مدينة الشقيق على ساحل البحر الأحمر السعودي.
في يناير 2024 حصدت شركة "عبداللطيف جميل للسيارات" في الصين جائزة "مجموعة الوكلاء المتفوقين" لعام 2023 التي تمنحها شركة "تويوتا"، وذلك للتميز في الأداء وخدمة العملاء.

## الإدارة
واصل المؤسس عبد اللطيف جميل قيادة وإدارة الشركة منذ نشأتها وحتى وفاته في العام 1993، وتلاه ابنه محمد عبد اللطيف جميل لاستلام منصب الرئيس ورئيس مجلس الإدارة. ويشغل فادي عبد اللطيف جميل، أكبر أبناء محمد عبد اللطيف جميل منصب نائب الرئيس ونائب رئيس مجلس إدارة شركة عبد اللطيف جميل. ويشغل حسن جميل ابن محمد عبد اللطيف جميل الأوسط منصب نائب الرئيس ورئيس بالوكالة للعمليات المحلية في المملكة العربية السعودية.

## العمليات
تتخذ الشركة من كل من جدة، المملكة العربية السعودية، ودبي، الإمارات العربية المتحدة، مقرات رئيسية لأعمالها، وتدير مكاتب تابعة لها في كل من الرياض - المملكة العربية السعودية، وإسطنبول - تركيا، وطوكيو – اليابان. وقوم الشركة عبر فروعها المتعددة بعمليات في ست قطاعات اقتصادية وهي:
• وسائل النقل – تضم أعمالنا في هذا القطاع الاستيراد والتوزيع والبيع بالجملة والتجزئة لعربات الركاب، والعربات التجارية، بالإضافة للمعدّات والحلول اللوجستية.
• الهندسة والتصنيع – تضم أعمالنا في هذا القطاع تصنيع قطع السيارات.
• الخدمات المالية – تضم أعمالنا في هذا القطاع تمويل العقارات والسيارات والمنتجات الاستهلاكية، بالإضافة لخدمات وساطة التأمين.
• الطاقة والخدمات البيئية - تضم أعمالنا في هذا القطاع خدمات الطاقة المتجددة (بشكل خاص ألواح توليد الطاقة الشمسية، وتوليد طاقة الرياح)، والخدمات البيئية وكفاءة الطاقة (الحلول المائية).
• الأراضي والعقار - تضم أعمالنا في هذا القطاع تطوير العقارات السكنية والتجارية، بالإضافة إلى الاستثمارات في العقارات التجارية.
• الدعاية والإعلان - تضم أعمالنا في هذا القطاع خدمات إعلانات طرق وخدمات تسويق كاملة ووكالة إعلانات.
• المنتجات الاستهلاكية - تضم أعمالنا في هذا القطاع استيراد والتوزيع بالجملة والتجزئة للسلع الاستهلاكية المعمرة والإلكترونيات (السلع البينية والبيضاء) بالإضافة إلى منصة تجارية إلكترونية.

## فروع الشركة
تمتلك شركة عبد اللطيف جميل وتقوم بعمليات في كل من الفروع التالية:
عبد اللطيف جميل للسيارات: يعنى قسم سيارات الركاب بتوزيع سيارات تويوتا ولكزس في السوق السعودية، والعديد من الأسواق الأخرى في الشرق الأوسط وأوروبا وآسيا. بالإضافة إلى توزيع سيارات فورد في مصر.
عبد اللطيف جميل للآليات: يتولى هذا القسم تجارة المركبات التجارية والمعدّات الثقيلة والمواد. فهو يوزع رافعات كوماتسو وتويوتا وبي تي ورايموند. وشاحنات هينو، ورافعات مانيتو، ومعدّات اسمنت لوكسا، ومولدات تكسان في السعودية وشمال افريقيا.
عبد اللطيف جميل للتمويل: يغطي نشاط هذا القسم المملكة العربية السعودية، مع فروع في كل من تركيا ومصر.
عبد اللطيف جميل للطاقة: قسم الطاقة المتجددة والخدمات البيئية.
عبد اللطيف جميل للأراضي: قسم التطوير العقاري في المملكة العربية السعودية.
عبد اللطيف جميل  للإلكترونيات: قسم السلع الاستهلاكية في المملكة العربية السعودية.
ويوجد أيضاً قسم الإعلان والوسائل الإعلانية الذي يتألف من وكالة ديلفيس الشرق الأوسط للدعاية والإعلان (DelphysME)، (وهي مشروع مشترك بين ديلفيس اليابانية Delphys وشركة إعلانات الطرق الخارجية في المملكة العربية السعودية)، وقسم الأعمال الهندسية والتصنيع والذي يضم أعمال قطع غيار المركبات وخدمات ما بعد البيع.

## المسؤولية الاجتماعية
• في العام 2003، 13تم تأسيس مبادرات عبد اللطيف جميل الاجتماعية رسمياً كذراع المسؤولية الاجتماعية لعبد اللطيف جميل، وأعيد تسميتها إلى مجتمع جميل، في العام 2016، وتتولى إدارة مجموعة واسعة من المبادرات الاجتماعية والاقتصادية ضمن ستة مجالات تركيز رئيسية:
1 .توفير فرص العمل في كافة أرجاء منطقة الشرق الأوسط (عبر باب رزق جميل)
2. التخفيف من وطأة الفقر في العالم
3. الأمن الغذائي والمائي العالمي
4. التعليم والتدريب
5. برامج صحية واجتماعية
6. الترويج للفن والثقافة العربية عبر مبادرة فن جميل
• في عام 2005 وبفضل دعم مبادرات مجتمع عبد اللطيف جميل، تمت إعادة تسمية اسم معمل مكافحة الفقر (ومقره معهد ماساشوستس للتكنولوجيا MIT) إلى معمل عبد اللطيف جميل لمكافحة الفقر (J-PAL) وذلك تكريماً للشيخ عبد اللطيف جميل.
• في عام 2006، أطلق فن جميل، ذراع الفنون والثقافة التابع لمجتمع جميل، جائزة جميل في نسختها الأولى في متحف فيكتوريا وألبرت، كجائزة دولية للفنون والتصميم المعاصر المستوحى من التقاليد الإسلامية.
• وفي العام 2007، تحت مظلة مجتمع جميل، تم إطلاق باب رزق جميل (BRJ) والتي تُعنى بالكامل ببرامج توفير فرص العمل، وتشمل مبادرات خلق فرص العمل كل من برامج التدريب المصممة لتنتهي بالتوظيف. وما بين عامي 2003 و2015، ساعد باب رزق جميل نحو 490 ألف شخص في المملكة العربية السعودية، ونحو 720 ألف شخص في كافة أرجاء المنطقة في الحصول على وظائف. في العام 2015، وفرت باب رزق جميل 81,057   فرصة عمل في المملكة العربية السعودية كما بادر باب رزق جميل إلى إنشاء بازار جميل، الحاضنة التجارية التي تتيح لرائدات الأعمال فتح متاجر صغيرة ومكاتب.
• في عام 2011، افتتحت مجتمع جميل فرعاً جديداً لباب رزق جميل في إسطنبول، تركيا.
• في العام 2014 جاء إنشاء معمل عبد اللطيف جميل للأمن الغذائي والمائي العالمي (J-WAFS) في معهد ماساتشوستس للتكنولوجيا لقيادة البحوث الهادفة إلى مكافحة النقص في الغذاء والمياه في مواجهة التغيير المناخي والنمو السكاني. وفي العام 2015، تم تشكيل برنامج للنظر في تسويق هذه الأبحاث.
• في يوليو من العام 2014، أعلنت أرامكو السعودية عن شراكة مع مجتمع جميل في برنامج السلامة المرورية في المنطقة الغربية من المملكة العربية السعودية.

## وصلات خارجية
- مجموعة عبد اللطيف جميل